# ラルフ・ボストン
ラルフ・ボストン (Ralph Harold Boston、1939年5月9日 - 2023年4月30日)は、アメリカ合衆国の男子陸上競技選手。1960年代を代表する走幅跳の選手で、1960年ローマオリンピックから3大会連続で表彰台に上った。ローマオリンピックでは金メダルを獲得。
1960年にはジェシー・オーエンスが持っていた8.13mの世界記録を25年ぶりに更新する8.21mを記録。その後も1965年までに計5回の世界新記録、1回の世界タイ記録を樹立。走幅跳でこれほど世界記録を達成したのはボストンだけである。

## 経歴
ボストンは、走幅跳で1961年から1964年までのアメリカ選手権を制し、1963年には三段跳の国内ランク1位となる。
1964年東京オリンピックでは走幅跳で銀メダルを獲得。オリンピック後の活躍もすばらしく、1965年には全米選手権の走幅跳、110mハードルの2冠。走高跳でも1960年から1967年までの世界ランクで上位にランクされていた。
1968年になり29歳になったボストンは国内タイトルも世界ランク1位の座も明け渡す。
同年のメキシコシティオリンピックには走幅跳に出場。この大会ではアメリカのボブ・ビーモンがボストンの記録を55cm更新する8m90の世界記録を樹立。ボストンは銅メダルに終わった。オリンピック後しばらくしてボストンは引退した。
2023年4月30日、死去。83歳没。
| 先代 ジェシー・オーエンス       | 男子走幅跳世界記録保持者 1960/8/12-1962/6/10  | 次代 イゴール・テルオバネシアン |
| 先代 イゴール・テルオバネシアン | 男子走幅跳世界記録保持者 1964/8/15-1968/10/18 | 次代 ボブ・ビーモン             |